# Liste der Orgeln in Oldenburg
In dieser Liste der Orgeln in Oldenburg sind die erhaltenen historischen Orgeln und überregional bedeutenden Orgelneubauten im ehemaligen Herzogtum Oldenburg verzeichnet. Komplett erfasst sind alle Orgeln, die älter als 100 Jahre sind. Diese Liste ist eine Ergänzung zum Hauptartikel Orgellandschaft Oldenburg, wo sich auch die zugrunde liegende Literatur findet.
In der vierten Spalte sind die hauptsächlichen Erbauer angeführt; eine Kooperation mehrerer Orgelbauer wird durch Schrägstrich angezeigt, spätere Umbauten durch Komma. In der sechsten Spalte bezeichnet die römische Zahl die Anzahl der Manuale, ein großes „P“ ein selbstständiges Pedal und ein kleines „p“ ein nur angehängtes Pedal, die arabische Zahl in der vorletzten Spalte die Anzahl der klingenden Register. Bedeutende erhaltene historische Gehäuse (mit modernen Orgeln) werden durch Kursivierung angezeigt.
| Ort                     | Kirche                                  | Bild | Orgelbauer                                                                                         | Jahr                                  | Manuale | Register | Bemerkungen |
| ----------------------- | --------------------------------------- | ---- | -------------------------------------------------------------------------------------------------- | ------------------------------------- | ------- | -------- | --- |
| Abbehausen              | St. Laurentius                          |      | Arp Schnitger, Alfred Führer                                                                       | 1710–1713, 1962                       | II/P    | 24       | Gehäuse, Prospekt und zweieinhalb Register von Schnitger erhalten |
| Accum                   | St. Willehad                            |      | Arp Schnitger, Alfred Führer                                                                       | 1705, 1963                            | II/P    | 14       | Neubau hinter historischen Prospekt; bei Schnitger II/p/16 |
| Altenesch               | St.-Gallus-Kirche                       |      | Georg Wilhelm Wilhelmy, Johann Claussen Schmid, Alfred Führer, Werner Bosch, Winold van der Putten | 1795, 1861(?), 1938, 1969, 2008       | II/P    | 18       | 12–13 Register von Wilhelmy erhalten, 2008 im Zuge der Restaurierung Subbass 16′ von Schmid auf separater Lade wiederverwendet                                                                                       |
| Altenhuntorf            | St.-Jacobi-Kirche                       |      | Johann Martin Schmid                                                                               | 1908, 2005                            | II/P    | (1)      | Heute elektronische Orgel hinter Prospekt von 1908; ehemals II/P/10; Spieltisch wird im leeren Gehäuse gelagert. |
| Bardewisch              | Heilig-Kreuz-Kirche                     |      | Johann Claussen Schmid, Gustav Brönstrup                                                           | 1859, 1957                            | II/P    | 13       | 9 Register ganz oder teilweise erhalten |
| Berne                   | St. Aegidius                            |      | Reinhard van Lampeler, Hermann Kröger, Christian Vater, Georg Wilhelm Wilhelmy, Alfred Führer      | 1596, 1642, 1714, 1793, 1960          | II/P    | 25       | Neubau Lampeler (I/9), Reste erhalten; Erweiterung durch Kröger um Rückpositiv und Pedal; Reparatur und vermutlich neues Gehäuse durch Vater; Umbau durch Wilhelmy; Restaurierung/Rekonstruktion durch Alfred Führer |
| Blexen                  | St. Hippolyt                            |      | Joachim Kayser, Alfred Führer                                                                      | 1684–1685, 1969/1991                  | II/P    | 23       | Prospekt von Kayser erhalten (damals II/p/18); 1991 Einbau eines neuen Registers |
| Bockhorn                | St.-Cosmas-und-Damian-Kirche            |      | Christian Vater, Alfred Führer                                                                     | 1722, 1983                            | II/P    | 19       | 10 Register von Vater erhalten, Rest rekonstruiert |
| Brake (Unterweser)      | Stadtkirche                             |      | Philipp Furtwängler & Söhne, Alfred Führer                                                         | 1865, 1959/70                         | II/P    | 27       | Renovierungen durch Führer (17 Register erneuert) |
| Cleverns                | Heilig-Geist-Kirche                     |      | Johann Martin Schmid, Alfred Führer                                                                | 1907, 1972                            | I/P     | 8        | Neubau hinter historischem Gehäuse |
| Dedesdorf               | St. Laurentius                          |      | Arp Schnitger, Eilert Köhler, Gerhard Janssen Schmid, Alfred Führer                                | 1697–1698, 1742–1745, 1838, 1998–1999 | II/P    | 18       | Manual-Gehäuse und 10 Register von Schnitger erhalten (damals II/p/12) und 6 von Eilert Köhler, der die Orgel 1745 erweiterte → Orgel von St. Laurentius (Dedesdorf)                                                 |
| Delmenhorst             | Stadtkirche Zur Heiligen Dreifaltigkeit |      | Alfred Führer, W. van der Putten                                                                   | 1957/87, 2001                         | III/P   | 39       | 1987 um ein, 2001 um 7 Register erweitert |
| Eckwarden               | St. Lamberti                            |      | Johann Claussen Schmid, Alfred Führer                                                              | 1856, 1936/60/80                      | II/P    | 16       | Großteil der Register erhalten; Schmid (damals II/P/14) hatte 4 Register aus Vorgängerorgel von Berendt Hus 1658–1660 übernommen.                                                                                    |
| Elsfleth                | St. Nikolai                             |      | Gerhard Janssen Schmid, Alfred Führer                                                              | 1836, 1955                            | II/P    | 21       | Bei Schmid II/P/19; Umbau durch Führer |
| Fedderwarden            | St. Stephanus                           |      | Christian Vater, Johann Claussen Schmid, Alfred Führer                                             | 1710–1711, 1867, 1978                 | II/P    | 18       | Ursprünglich für Wildeshausen erbaut, 1978 überführt; Prospekt von Vater und 2 Register von Schmid erhalten |
| Ganderkesee             | St. Cyprian und Cornelius (Ganderkesee) |      | Arp Schnitger, Johann Hinrich Klapmeyer, Gerhard Janssen Schmid, Alfred Führer                     | 1699, 1760, 1819, 1934/66             | II/P    | 22       | Gehäuse, Prospekt und 9 Register von Schnitger erhalten (damals II/p/16), 2-3 von Klapmeyer erhalten, der um ein selbstständiges Pedal erweiterte → Orgel von St. Cyprian und Cornelius (Ganderkesee)                |
| Golzwarden              | St.-Bartholomäus-Kirche                 |      | Arp Schnitger, Alfred Führer                                                                       | 1697–1698, 1965                       | II/P    | 22       | Neubau hinter historischem Prospekt; Schnitger führte einen Erweiterungsumbau der Orgel aus dem 16./17. Jh. durch (Gebr. Slegel, 1570; Constantin Ibach, 1650), der einem Neubau gleichkam (damals II/P/20).         |
| Großenmeer              | St.-Anna-Kirche                         |      | Johann Claussen Schmid, Alfred Führer                                                              | 1876, 1964                            | I/P     | 7        | Umbau durch Führer; wenig Register erhalten |
| Hohenkirchen            | St. Sixtus und Sinicius                 |      | Joachim Kayser, Alfred Führer                                                                      | 1694/99, 1974                         | II/P    | 21       | 7-9 Register von Kayser erhalten, 12-14 von Alfred Führer rekonstruiert |
| Huntlosen               | St. Briccius                            |      | Johann Claussen Schmid, Werner Bosch                                                               | 1855, 1999                            | I/P     | 7        | 5 Register erhalten |
| Jade                    | Trinitatiskirche                        |      | Johann Dietrich Busch, Regina Stegemann                                                            | 1737–1739, 2002–2008                  | II/P    | 21       | Prospekt und 10 alte Register erhalten |
| Jever                   | Stadtkirche                             |      | Alfred Führer, Bartelt Immer                                                                       | 1966, 2007                            | III/P   | 48       | 2007 um Untersatz 32′ durch Immer erweitert, zwei Register ausgetauscht |
| Kirchhammelwarden       | Friedrichskirche                        |      | Johann Hinrich Klapmeyer, Alfred Führer                                                            | 1766, 1969/93                         | II/P    | 24       | Prospekt und 10 Register erhalten |
| Langwarden              | St. Laurentius                          |      | Hermann Kröger/Berendt Hus, Alfred Führer                                                          | 1650, 1934                            | II/P    | 21       | 14 Register von Kröger/Hus erhalten, 7 von Führer rekonstruiert |
| Minsen                  | St.-Severinus-und-Jacobus-Kirche        |      | Gerhard Janssen Schmid                                                                             | 1840                                  | I/P     | 13       | Bis auf die 1917 abgelieferten Prospektpfeifen original erhalten |
| Neuenbrok               | St. Nikolai                             |      | Johann Claussen Schmid, Alfred Führer                                                              | 1863, 1960                            | I/P     | 8        | Umbau durch Führer; 4 Register erhalten |
| Neuenburg               | St. Georg, Schlosskapelle               |      | Johann Claussen Schmid, Alfred Führer                                                              | 1875                                  | II/P    | 12       | Erweiterungs-Umbau durch Führer; wenig Register erhalten |
| Neuenhuntorf            | St. Marien                              |      | Johann Martin Schmid                                                                               | 1883                                  | I/P     | 6        | Weitgehend erhalten |
| Neuenkirchen            | Apostelkirche                           |      | Johann Martin Schmid, Alfred Führer                                                                | 1891, 1981                            | II/P    | 11       | Gehäuse und ein Register erhalten |
| Oldenbrok               | Christuskirche                          |      | Johann Hinrich Klapmeyer, Alfred Führer                                                            | 1754, 1966                            | II/P    | 20       | 8 Register von Führer |
| Oldenburg               | Garnisonkirche Oldenburg                |      | Johann Claussen Schmid, Alfred Führer                                                              | 1870, 1953                            | I/P     | 8        | 1903 in von Johann Martin Schmid umgebauter, verkleinerter Form nach Wiefels überführt; Umbau durch Führer; 3 ganze Register alt, 3 teilweise                                                                        |
| Oldenburg               | Lambertikirche                          |      | Alfred Führer, Mühleisen                                                                           | 1972, 2008                            | III/P   | 52       | 2008 um 2 Register durch Mühleisen erweitert → Orgel |
| Oldenburg               | St. Peter                               |      | Siegfried Sauer                                                                                    | 1972                                  | III/P   | 42       | |
| Oldenburg-Bloherfelde   | Ev.-luth. Kirche                        |      | Bartelt Immer                                                                                      | 1999                                  | II/P    | 16       | Mensuren nach der Grasberger Orgel von Arp Schnitger (1694) |
| Oldenburg-Eversten      | St. Ansgari                             |      | Alfred Führer                                                                                      | 1969                                  | III/P   | 50       | 2005 Einbau eines neuen Setzers inkl. Registermagnete durch Bartelt Immer, 2013 selbstspielend gemacht |
| Pakens                  | Kirche zum Heiligen Kreuz               |      | Joachim Richborn, Johann Martin Schmid, Alfred Führer                                              | 1664, 1897, 1951–1960                 | II/P    | 15       | 5 Register von Richborn (damals I/p/8) und eins von Schmid erhalten |
| Rodenkirchen (Stadland) | St.-Matthäus-Kirche                     |      | Johann Hinrich Klapmeyer, Alfred Führer                                                            | 1758, 1986                            | II/P    | 21       | Rekonstruktion hinter historischem Prospekt |
| Sande                   | St.-Magnus-Kirche                       |      | Johann Martin Schmid, Alfred Führer                                                                | 1886, 1959                            | II/P    | 15       | Einige Register erhalten (damals II/P/12) |
| Sandel                  | St. Jakobus                             |      | Johann Martin Schmid                                                                               | 1891                                  | I/P     | 7        | Weitgehend erhalten |
| Sankt Joost             | St. Jodocus                             |      | Johann Claussen Schmid, Alfred Führer                                                              | 1874, 1962                            | I/P     | 7        | Wenig Register erhalten; Umbau durch Führer |
| Schortens               | St.-Stephanus-Kirche                    |      | Joachim Kayser, Johann Martin Schmid, Alfred Führer                                                | 1686, 1886, 1937                      | II/P    | 19       | Prospekt und 4 Register von Kayser (damals I/p/8) erhalten, der Bälge der Vorgängerorgel (1640) wiederverwendete; ein Register von Schmid erhalten                                                                   |
| Schwei                  | St. Secundus                            |      | Johann Claussen Schmid, Alfred Führer                                                              | 1869, 1965                            | II/P    | 16       | Umbau durch Führer; einige Register erhalten |
| Seefeld (Stadland)      | Seefelder Kirche                        |      | Alfred Führer                                                                                      | 1982                                  | II/P    | 15       | |
| Sengwarden              | St. Georg                               |      | Jost Sieburg, Alfred Führer                                                                        | 1644, 1965                            | II/P    | 15       | Neubau hinter historischem Prospekt |
| Sillenstede             | St.-Florian-Kirche                      |      | Johann Adam Berner, Alfred Führer                                                                  | 1752–1757, 1936/1967                  | II/P    | 21       | 11 Register von Berner erhalten (damals II/p/15); 1936 Erweiterung um ein selbstständiges Pedal |
| Stollhamm               | St. Nikolai                             |      | Johann Claussen Schmid, Rudolf von Beckerath                                                       | 1850, 1985                            | II/P    | 12       | Neubau hinter historischem Prospekt |
| Strückhausen            | St.-Johannes-Kirche                     |      | Arp Schnitger, Werner Bosch                                                                        | 1697–1698, 1968                       | II/P    | 15       | Hauptwerk-Gehäuse und 2 Register von Schnitger erhalten (damals II/p/12) |
| Tettens                 | St. Martin                              |      | Eilert Köhler, Alfred Führer                                                                       | 1744, 1970                            | II/P    | 24       | Gehäuse und Prospektpfeifen erhalten |
| Tossens                 | St. Bartholomäus                        |      | Unbekannt, Gerhard Janssen Schmid, Alfred Führer                                                   | 1660, 1817, 1963                      | II/P    | 16       | 6 Register von 1660 erhalten (damals I/p/10); Erweiterung durch Schmid auf II/p/14; Umbau durch Führer (neues Rückpositiv und Pedal)                                                                                 |
| Varel                   | Schlosskirche                           |      | Philipp Furtwängler, Karl Schuke                                                                   | 1861, 1978                            | III/P   | 44       | Neubau hinter teils verändertem Prospekt von Furtwängler (damals II/P/40); Rückpositiv ergänzt |
| Waddens                 | St. Marcellus                           |      | Johann Martin Schmid, Alfred Führer                                                                | 1882, 1974                            | I/P     | 8        | Einige Register erhalten |
| Waddewarden             | St.-Johannes-Kirche                     |      | Joachim Kayser, Alfred Führer                                                                      | 1697, 1933/1966                       | II/P    | 20       | Prospekt von Kayser erhalten (damals II/p/16) |
| Wardenburg              | Marienkirche                            |      | Johann Dietrich Busch, Alfred Führer, Werner Bosch                                                 | 1737, 1960, 1974                      | II/P    | 19       | Prospekt und 8 Register von Busch erhalten |
| Westerstede             | St.-Petri-Kirche                        |      | Joachim Kayser, Ahrend & Brunzema                                                                  | 1685–1687, 1971                       | II/P    | 22       | Prospekt von Kayser erhalten (damals II/p/16); Pfeifenwerk von Jürgen Ahrend rekonstruiert |
| Wiarden                 | St. Cosmas und Damian                   |      | Gerhard Janssen Schmid, Alfred Führer                                                              | 1808, 1963                            | I/P     | 15       | Einige Register von Schmid erhalten (damals I/P/14) |
| Wiefelstede             | St. Johannes                            |      | Christian Vater, Alfred Führer                                                                     | 1731, 1982                            | II/P    | 18       | Prospekt und 9 Register von Vater erhalten → Orgel |
| Wilhelmshaven           | Banter Kirche                           |      | Alfred Führer                                                                                      | 1953                                  | III/P   | 35       | 1967 erweiternder Umbau |
| Wilhelmshaven           | Christus- und Garnisonkirche            |      | Alfred Führer, Detlef Kleuker                                                                      | 1961, 1982                            | III/P   | 32       | 1982 um zwei Register erweitert |
| Wulfenau                | Ev. Kirche                              |      | Gebr. Haupt, Alfred Führer                                                                         | 1855, 1946/65                         | I/P     | 7        | Noch ein Register erhalten (?) |
| Wüppels                 | Evangelisch-lutherische Kirche Wüppels  |      | Hinrich Just Müller, Alfred Führer                                                                 | 1795, 1964                            | I/P     | 6        | Neubau hinter historischem Prospekt |
| Zetel                   | St.-Martins-Kirche                      |      | Johann Wolfgang Witzmann, Alfred Führer                                                            | 1801, 1933/47/70                      | II/P    | 27       | Einige Register von Witzmann erhalten (damals II/p/18) |
| Bad Zwischenahn         | St. Johannes                            |      | Gerhard Janssen Schmid, Detlef Kleuker                                                             | 1831, 1973                            | II/P    | 23       | Neubau hinter historischem Prospekt von Schmid (damals II/p/14) |